# Рикрофт
Рикрофт (англ. Rycroft) — село в Канаді, у провінції Альберта, у складі муніципального району Спіріт-Рівер № 133.

## Населення
За даними перепису 2016 року, село нараховувало 612 осіб, показавши скорочення на 2,5%, порівняно з 2011-м роком. Середня густина населення становила 319 осіб/км².
З офіційних мов обидвома одночасно володіли 20 жителів, тільки англійською — 590. Усього 55 осіб вважали рідною мовою не одну з офіційних, з них 20 — українську.
Працездатне населення становило 270 осіб (62,8% усього населення), рівень безробіття — 9,3% (15,4% серед чоловіків та 0% серед жінок). 85,2% осіб були найманими працівниками, а 13% — самозайнятими.
Середній дохід на особу становив $46 202 (медіана $34 048), при цьому для чоловіків — $61 190, а для жінок $34 114 (медіани — $56 320 та $26 624 відповідно).
24,4% мешканців мали закінчену шкільну освіту, не мали закінченої шкільної освіти — 37,2%, 37,2% мали післяшкільну освіту, з яких 9,4% мали диплом бакалавра, або вищий.
| Статево-вікова структура населення | Статево-вікова структура населення | Статево-вікова структура населення | Статево-вікова структура населення | Статево-вікова структура населення |
| ---------------------------------- | ---------------------------------- | ---------------------------------- | ---------------------------------- | ---------------------------------- |
|                                    |                                    |                                    |                                    |                                    |
| Всього                             | Всього                             | 49,2%50,8%                         |                                    |                                    |
| 0 — 14 років                       | 0 — 14 років                       |                                    | 16,9%                              | 16,9%                              |
| 15 — 64 років                      | 15 — 64 років                      |                                    | 65,3%                              | 65,3%                              |
| 65 і більше                        | 65 і більше                        |                                    | 17,7%                              | 17,7%                              |
| 85 і більше                        | 85 і більше                        |                                    | 1,6%                               | 1,6%                               |
| Середній вік (років)               | Середній вік (років)               | 40,242,1                           | 41,2                               | 41,2                               |
| Медіана (років)                    | Медіана (років)                    | 40,942,2                           | 41,7                               | 41,7                               |
| — чоловіки — жінки                 |                                    |                                    |                                    |                                    |

| Походження мешканців:     | Походження мешканців:     | Походження мешканців: | Походження мешканців: | Походження мешканців: |
| ------------------------- | ------------------------- | --------------------- | --------------------- | --------------------- |
| Походження                |                           |                       | осіб                  | %                     |
| Корінні американці        | Корінні американці        |                       | 40                    | 7.84%                 |
| Інше північноамериканське | Інше північноамериканське |                       | 160                   | 31.37%                |
| Європейське               | Європейське               |                       | 350                   | 68.63%                |
| британське                | британське                |                       | 220                   | 43.14%                |
| французьке                | французьке                |                       | 55                    | 10.78%                |
| українське                | українське                |                       | 60                    | 11.76%                |
| Латинськоамериканське     | Латинськоамериканське     |                       | 10                    | 1.96%                 |
| Азійське                  | Азійське                  |                       | 10                    | 1.96%                 |

| Зайнятість населення за галузями (за класифікацією NOC): | Зайнятість населення за галузями (за класифікацією NOC): | Зайнятість населення за галузями (за класифікацією NOC): | Зайнятість населення за галузями (за класифікацією NOC): | Зайнятість населення за галузями (за класифікацією NOC): |
| -------------------------------------------------------- | -------------------------------------------------------- | -------------------------------------------------------- | -------------------------------------------------------- | -------------------------------------------------------- |
|                                                          |                                                          |                                                          |                                                          |                                                          |
| Управління                                               | Управління                                               |                                                          | 7,5%                                                     | 7,5%                                                     |
| Бізнес, фінанси та адміністрування                       | Бізнес, фінанси та адміністрування                       |                                                          | 7,5%                                                     | 7,5%                                                     |
| Природничі та прикладні науки                            | Природничі та прикладні науки                            |                                                          | 3,8%                                                     | 3,8%                                                     |
| Охорона здоров'я                                         | Охорона здоров'я                                         |                                                          | 3,8%                                                     | 3,8%                                                     |
| Освіта, правозахист, муніципальні та урядові служби      | Освіта, правозахист, муніципальні та урядові служби      |                                                          | 9,4%                                                     | 9,4%                                                     |
| Роздрібна торгівля та послуги                            | Роздрібна торгівля та послуги                            |                                                          | 26,4%                                                    | 26,4%                                                    |
| Гуртова торгівля, транспорт та обладнання                | Гуртова торгівля, транспорт та обладнання                |                                                          | 28,3%                                                    | 28,3%                                                    |
| Природні ресурси, сільське господарство                  | Природні ресурси, сільське господарство                  |                                                          | 9,4%                                                     | 9,4%                                                     |
| Виробництво                                              | Виробництво                                              |                                                          | 5,7%                                                     | 5,7%                                                     |

## Клімат
Середня річна температура становить 2°C, середня максимальна – 21°C, а середня мінімальна – -20,9°C. Середня річна кількість опадів – 458 мм.
| Клімат поселення                              | Клімат поселення | Клімат поселення | Клімат поселення | Клімат поселення | Клімат поселення | Клімат поселення | Клімат поселення | Клімат поселення | Клімат поселення | Клімат поселення | Клімат поселення | Клімат поселення | Клімат поселення |
| Показник                                      | Січ.             | Лют.             | Бер.             | Квіт.            | Трав.            | Черв.            | Лип.             | Серп.            | Вер.             | Жовт.            | Лист.            | Груд.            |                  |
| Середній максимум, °C                         | −7,74            | −5,03            | 1,38             | 10,57            | 16,94            | 20,99            | 20,86            | 19,81            | 14,93            | 8,78             | −2,09            | −8,18            |                  |
| Середня температура, °C                       | −14,31           | −11,6            | −5,2             | 4,00             | 10,40            | 14,42            | 16,10            | 15,10            | 10,20            | 4,07             | −6,83            | −12,91           |                  |
| Середній мінімум, °C                          | −20,88           | −18,17           | −11,77           | −2,6             | 3,80             | 7,86             | 11,39            | 10,35            | 5,46             | −0,68            | −11,56           | −17,63           |                  |
| Норма опадів, мм                              | 31               | 19               | 18               | 21               | 42               | 76               | 69               | 62               | 39               | 28               | 28               | 25               |                  |
| Середньомісячна швидкість вітру, м/с          | 3.30             | 3.30             | 3.50             | 3.80             | 3.80             | 3.60             | 3.20             | 3.10             | 3.50             | 3.80             | 3.40             | 3.50             |                  |
| Середньомісячна сонячна радіація, кДж/м²·день | 2506             | 5818             | 11230            | 16624            | 19868            | 21669            | 21359            | 17410            | 11374            | 6234             | 2897             | 1793             |                  |
| --------------------------------------------- | ---------------- | ---------------- | ---------------- | ---------------- | ---------------- | ---------------- | ---------------- | ---------------- | ---------------- | ---------------- | ---------------- | ---------------- | ---------------- |
| Джерело:                                      |                  |                  |                  |                  |                  |                  |                  |                  |                  |                  |                  |                  |                  |